# Posición de tensión

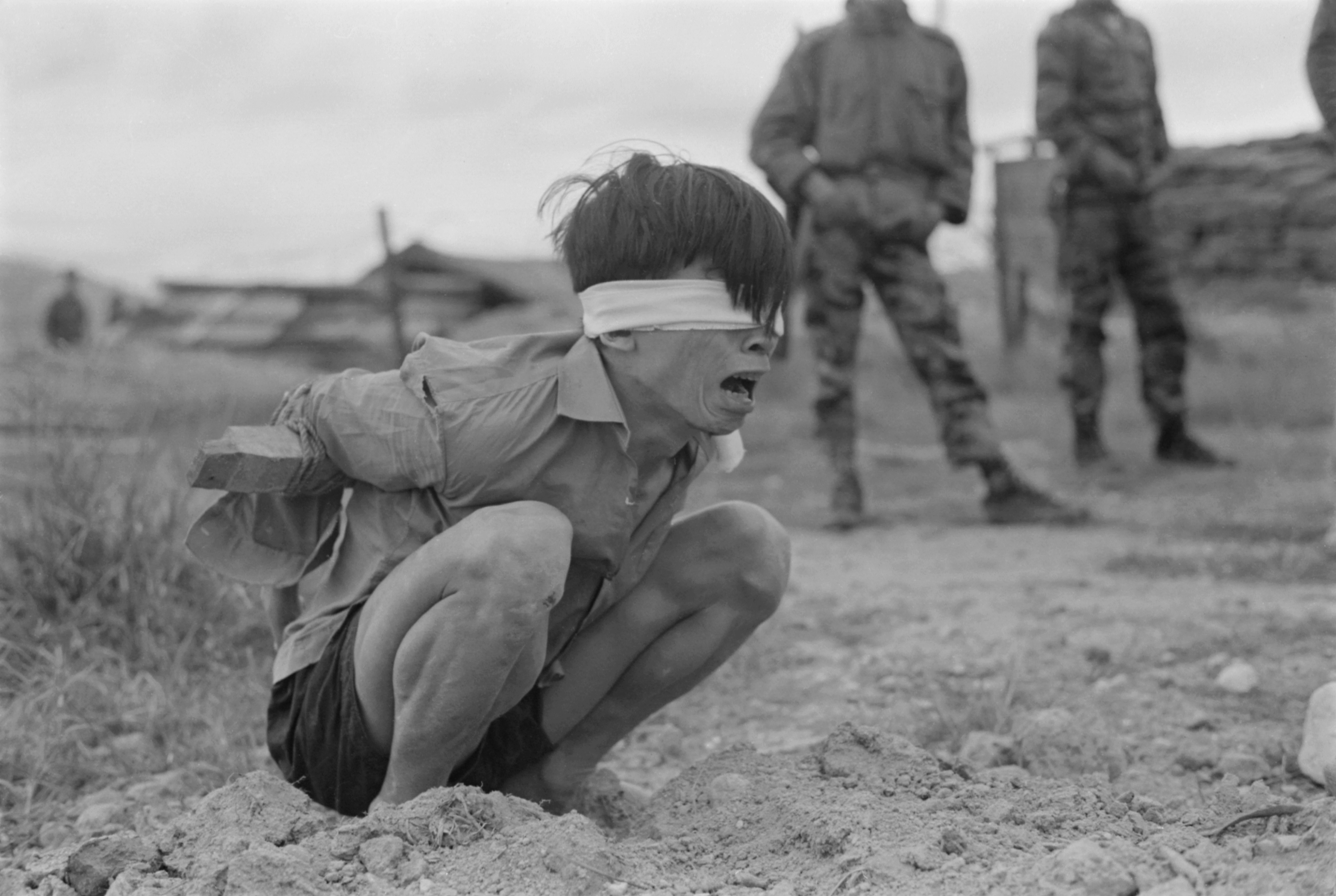
Un prisionero Viet Cong capturado en 1967 por el Ejército sudvietnamita (ESV) espera interrogración. Fue colocado en una posición de estrés atando una tabla entre sus brazos.

Una posición de estrés, también conocida como una posición de sumisión, es aquella en la que el cuerpo humano coloca una gran cantidad de peso solo en uno o dos músculos, creando una inmensa presión, causando dolor primero y después falla muscular. Forzar a los prisioneros a adoptar dichas posiciones es una técnica de interrogación mejorada usada para extraer información.